# 山北 (津山市)
山北（やまきた）は岡山県津山市にある町丁である。同市市役所所在地。また、旧苫田郡西苫田村の役場所在地でもあった。かつての西北条郡山北村にあたる。郵便番号は708-0004。

## 概要
中心市街の北部にある地域で、鶴山の北にあたる。 もとは西北条郡山北村と称した。
当地には十六夜山という丘があり、丘上には津山城築城の際に鶴山から移した鶴山八幡神社が鎮座する。八幡神社の本殿、その他の社殿と境内にある薬祖神社社殿は、岡山県指定重要文化財。
また、当地には、旧津山藩主の別荘および大名庭園であった衆楽園がある。
さらには美作高校、津山工業高校、津山商業高校などの教育機関が集まっているほか、学校や企業、公的機関の官舎・宿舎も多い。

## 沿革

### 歴史
古代においては、苫西郡田中郷の一部であったとされ、美作国域の中でも中枢にあたる一帯であった。
江戸時代には、津山藩領分。『作陽誌』に、租税647石6斗、戸数95、人数483人と載っている。
村内に八子（やご）町という南北に長い家並があるが、これは森忠政が津山の城下町をつくるとき、のちの桜馬場と呼ばれる所に八子という集落があったため、その集落を当地へ移したものである。町の長さは180間と『作陽誌』にある。
明治22年6月、町村制施行を受けて、小田中村など同郡4村と合併して西苫田村を新設し、当地へ役場を構えた。昭和4年2月、津山町が西苫田村他周辺部を編入合併し、市制施行、津山市となった。同57年に当地へ市役所を移転した。

### 地名の由来
津山城下のすぐ北方にあたることから、津山城のある鶴山の北方という意味で、「山北」と称されたといわれる。

### 年表
- 1889年6月1日 - 町村制施行に伴い、西北条郡山北村が同郡小田中村、小原村、上河原村、総社村と合併し、西苫田村となる。山北村は大字山北となり、西苫田村の役場が置かれる。
- 1900年4月1日 - 西北条郡が西西条郡、東南条郡、東北条郡と合併し、苫田郡となる。
- 1929年2月11日 - 津山町が周辺の町村と合併し、市制施行し、津山市となる。津山市京町41番地に市役所が置かれる[5]。
- 1934年2月11日 - 津山市役所の位置が津山市山下92番地に変更される[5]。
- 1968年 - 上河原、山北の各一部から北園町が誕生。
- 1982年8月2日 - 津山市役所の位置が津山市山北520番地に変更される[5]。

## 地理
吉井川の支流宮川の西に接するように位置する。津山市役所の他、高校を中心に市内の教育機関が多く存在する。

### 河川
- 宮川

### 山岳
- 十六夜山

## 世帯数と人口
2021年（令和3年）1月1日現在の世帯数と人口は以下の通りである。
| 町丁 | 世帯数    | 人口    |
| ---- | --------- | ------- |
| 山北 | 1,351世帯 | 2,774人 |

## 小・中学校の学区
市立小・中学校に通う場合、学区は以下の通りとなる。
| 番地                       | 小学校           | 中学校             |
| -------------------------- | ---------------- | ------------------ |
| 八子、山北一区、山北緑ヶ丘 | 津山市立北小学校 | 津山市立鶴山中学校 |
| 山北二区、山北三区         | 津山市立東小学校 | 津山市立北陵中学校 |

## 交通

### 道路
- 岡山県道68号津山加茂線

## 主要施設
公的施設
- 津山市役所
  - 同東庁舎
- 津山中央公園
  - 岡山県津山総合体育館
  - 津山市弓道場
- 津山上下水道協会

教育施設
- 津山市立北小学校
- 津山市立東小学校
- 津山市立鶴山中学校　 津山市立北中学校（1978年3月まで）
- 岡山県立津山中学校・高等学校（椿高下に跨がる。主要部は椿高下側）
- 岡山県立津山商業高等学校
- 岡山県立津山工業高等学校
- 美作高等学校

医療・福祉施設
- 岡山県立津山児童相談所
- 放課後児童健全保育センター
- 津山すこやかこどもセンター
- 津山総合福祉会館
- 薄元病院
- 内田整形外科

金融機関
- 山陰合同銀行

一般企業・商店
- NTT西日本
- ミサワホーム
- 中尾製紙
- プレチャス津山スポーツクラブ

神社仏閣・その他宗教施設
- 鶴山八幡宮
- 天理教苫田分教会
- 天理教津山分教会
- 立正佼会津山教会

史跡
- 衆楽園

ほか
- 全水道津山水道労働組合
- 中国地方電気工事業協同組合
- 神伝流津山遊泳会
- 津山市シルバー人材センター
- 雅城園